# Zygophyllum iliense
Zygophyllum iliense är en pockenholtsväxtart som beskrevs av Mikhail Grigoríevič Popov. Zygophyllum iliense ingår i släktet Zygophyllum och familjen pockenholtsväxter. Inga underarter finns listade i Catalogue of Life.